# Concertul pentru pian nr.1 (Brahms)

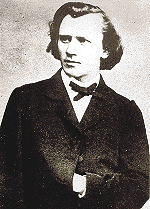
Johannes Brahms în tinerețe

Concertul pentru pian nr.1 opus 15 în re minor este o lucrare pentru pian și orchestră, compusă de Johannes Brahms. Concertul a fost început din anul 1854 și apoi, desăvârșit de compozitor în anul 1858. El este unul din cele două concerte pe care le-a scris Brahms pentru pian. A fost interpretat în premieră publică la Teatrul curții regale din Hanovra la 22 ianuarie 1859, în interpretarea compozitorului ca solist și sub bagheta lui Joseph Joachim . Concertul a fost prima sa lucrare pentru orchestră,și la a treia sa audiție publică, prima sa lucrare orchestrală care a fost bine primită de auditori.
La premiera concertului succesul a fost rezervat, criticii semnalând mai mult calitățile de pianist ale lui Brahms decât muzica sa. După cinci zile, la Leipzig, publicul l-a primit rău, cu numeroase fluierături de nemulțumire.
Concertul cuprinde trei părți care se întind pe circa 50 de minute, ceea ce îl face unul din concertele cele mai lungi. 
Au trecut douăzeci de ani până ce compozitorul a compus al doilea concert al său pentru pian și orchestră.

## Instrumentația
- 2 flaute
- 2 oboaie
- 2 clarinete
- 2 fagoți
- 4 cornuri
- 2 trompete
- timpani
- instrumente de coarde.

## Istoria

### Rolul lui Clara Schumann și Joseph Joachim
Calitățile de pianist profesionist ale lui Brahms l-au impresionat în mod deosebit pe faimosul violonist Joseph Joachim, care i-a scris o scrisoare de recomandare către compozitorul Robert Schumann. Brahms si Joachim au devenit prieteni apropiați în intreaga lor viață. În 1853 Brahms a atras cea mai mare admirație din partea lui Schumann și a soției sale, Clara Schumann, interpretând în fața lor câteva din lucrările lor pentru pian solo. Aceasta a reprezentat un moment cheie în viața lui Brahms. Clara era ea însăși o pianista de concerte renumită și compozitoare. Între ea si Brahms s-a legat o prietenie de o viață, care a devenit și mai însemnată, după ce în 1854 Robert Schumann a făcut, pe fondul bolii de care suferea, o încercare de sinucidere și a fost internat într-un azil psihiatric, precum și după moartea lui Schumann în 1856. Clara Schumann, cu 14 ani mai în vârstă decât Brahms. a scris despre el în jurnalul ei: „Îl iubesc ca pe un fiu”. Dragostea lui Brahms pentru ea, era plină de respect, mai complexă și conflictuală, dar el a prețuit mult opiniile și sfaturile ei. 

### Compoziția
În 1854 Brahms se afla sub impresia îndemnurilor lui Robert Schumann de scrie o simfonie, precum și sub vraja ascultării Simfoniei a IX-a de Beethoven într-un concert la Köln sub bagheta lui Ferdinand Hiller 
Mai întâi la Köln, apoi la Düsseldorf, vreme de patru ani s-a străduit tânărul compozitor la proiectul unei simfonii in re minor (care era și tonalitatea Simfoniei lui Beethoven).La început 1854 lucrarea a luat însă chipul unei sonate grandioase pentru două piane. La începutul lui iulie 1854 ea a început să se transforme într-o simfonie în patru părți.Brahms a cerut un sfat bunului său prieten, Julius Otto Grimm. Brahms obișnuia să-și arate orchestrațiile lui Grimm, care, cu educația sa muzicală conservatoare, era mai doct în domeniul orchestrației. . După ce a făcut câteva schimbări în spiritul sugestiilor lui Grimm, Brahms a trimis prima parte orchestrată spre studiul lui Joachim. Ea i-a plăcut lui Joachim. Atunci Brahms i-a scris lui Joachim la 12 septembrie 1854: Ca de obicei, tu îmi vezi partea de simfonie printr- prizmă roză. Eu vreau serios să o schimb și să o îmbunătățesc. Încă mai lasă multe de dorit în compoziție, și eu înca nu mă pricep așa de bine la orchestrație, așa cum este ea în această parte, deoarece ce e mai bun în ea o datorez lui Grimm. Până în ianuarie 1855 Brahms a mai compus și părțile a doua și a treia pentru pian..Până la urmă s-a decis în anii 1855-1856 să schimbe lucrarea într-un concert pentru pian, instrumentul sau preferat, consultandu-și, în continuare, prietenii, cu privire la orchestrație.
Avins menționează că în toate numeroasele volume de corespondență a lui Brahms, aproape nimic nu se apropie de scrisorile schimbate de Joachim și Brahms în legătură cu concertul pentru pian nr.1 (și ele sunt peste douăzeci)... răspunsurile lui Joachim, lungi, detaliate, gândite, și profesionale, sunt mărturii extraordinare ale talentului acestuia însuși, precum și ale venerației și admirației pentru prietenul său.. Brahms a păstrat materialul original din prima parte; a renunțat, în schimb, la celelalte părți, compunând alte două, o parte a doua adagio, pe care Gál a numit-o "calmă și ca de vis" și partea a treia rondo, în care Gál a sesizat „creativitatea sănătoasă, exuberantă”.Rezultatul a fost o lucrare în trei părți, cum era de obicei structura concertelor clasice. Deja la începutul lui februarie 1858 Joachim i-a retrimis manuscrisul lui Brahms „revizuit în întregime”, sperând că acestuia îi vor plăcea părțile reorchestrate. Brahms a realizat, până la urmă, un nou tip de concert pentru pian și orchestră, descris de obicei ca o „simfonie cu instrument solo obligat”  Concertul a fost desăvârșit într-un popas la Hamburg, în timpul primului concediu pe care Brahms l-a primit de la curtea princiară din Detmold, unde lucra ca profesor de pian al principesei Frederika și ca dirijor și pianist concertist. 
Lucrarea reflecta o treaptă nouă a artei muzicianului, ca maestru al simfonismului.
Prima sa simfonie nr.1 și-a mai avut de așteptat finalizarea până în 1876.

### Versiunile pentru duet de pian
Rieter-Biedermann,editorul concertului, i-a cerut lui Brahms un aranjament pentru patru mâini.Brahms a refuzat, spunând ca nu îi este „practic”.  Dar, de fapt, el a compus un astfel de aranjament, când a avut nevoie de bani. Editorilor le plăceau aranjamentele pentru patru mâini, care puteau fi vândute clienților care posedau un singur pian. De pildă, Dansurile ungare pentru pian la patru mâini a u fost foarte profitabile pentru el și pentru editor.La 1 octombrie 1856 Clara a notat în jurnalul ei ca Brahms a compus o excelentă primă parte pentru un concert pentru pian. (evident el i-a trimis partitura). Mai departe ea a notat  „Mă încântă măreția concepției sale și tandrețea melodiilor sale". Apoi la 18 octombrie  Johannes  și-a încheiat concertul - l-am jucat de câteva ori la două piane.”În 1853 Robert Schumann cumpărase un pian mare pentru Clara, pentru a avea două piane în casă.

### Primele interpretări
Clara Schumann a asistat la o repetiție a concertului la Hanovra in martie 1858, cu nouă luni înainte de premieră, și i-a scris unui prieten că a mers foarte bine. Aproape totul sună frumos, unele părți cu mult mai frumos decât chiar Johannes însuși și-a imaginat sau s-a așteptat.  
Premiera a avut loc la 22 ianuarie 1859 la Hanovra, când Brahms avea 25 ani, în interpretarea compozitorului și sub bagheta lui Josef Joachim. Publicul l-a primit cu răceală.
A două execuție publică a avut loc cinci zile mai târziu la Leipzig. Orchestra „Gewandhaus” era una din cele mai insemnate din Germania. Ea a jucat în premieră în 1811 al V-lea și ultimul concert pentru pian de Beethoven, „Concertul imperial”. Felix Mendelssohn Bartholdy a dirijat „Gewandhaus” din 1835 și până la moartea sa în 1847. În timpul conducerii sale, orchestra a cântat în premieră, postum, Simfonia a 9-a de Schubert. Schumann descoperise manuscrisul la Viena și i-a dat o copie lui Mendelssohn. Gewandhaus a interpretat și premiera Simfoniei a-3-a Scoțiene de Mendelssohn și renumitul concert pentru vioară în mi minor al lui Mendelssohn. Se pare că după moartea lui Mendelssohn, standardul la Leipzig a scăzut (Margaret Campbell  The Great Violonists 1981) Totuși, Gewandhaus a rămas o orchestră foarte prestigioasă. Concertmaistrul ei, Ferdinand David l-a invitat pe Brahms să-și aducă concertul și acolo. Brahms, care cânta la pian ca solist, a făcut două repetiții cu orchestra, sub bagheta lui Julius Rietz. Era convins că a cântat concertul în mod semnificativ mai bine decât la Hanovra, iar orchestra -și mai și. În cele din urmă puțini din auditori au încercat să aplaude, și au fost copleșiți curând de fluierături. Concertul a avut o singură cronică pozitivă, aceea a lui Thomas San-Galli de la „Neue Zeitschrift für Musik”, fosta revistă a lui Robert Schumann. San-Galli a remarcat „autentica orginalitate poetică” a concertului, și a criticat reacțiile negative din public și presă. Toți ceilalți cronicari au fost cu totul ostili. 
Criticul Edward Bernsdorf de la revista „Signale” a fost nemulțumit de locul acordat pianului și de intervențiile intempestive în ochii săi ale orchestrei și a pus la îndoială până și calitățile de pianist ale lui Brahms, pe care Schumann îl calificase drept un pianist genial. 
Brahms i-a scris lui Joachim „Este adevărat că experimentez și simt în felul meu, totuși, fluierăturile au fost exagerate”.
A treia interpretare a concertului a avut loc la 24 martie 1859 la un concert al Filarmonicii din Hamburg, la care au cântat și Joachim și baritonul Julius Stockhausen. Concertul a avut un mare succes, fiecare dintre interpreți fiind rechemat pe scenă. Brahms i-a scris Clarei Schumann că „Joachim [în calitate de concertmaistru?] mi-a repetat concertul și l-a interpretat minunat de bine...Pe scurt, criticile de la Leipzig nu au făcut nici o pagubă” [la Hamburg]. Brahms a mai menționat că criticul Heller a scris o critică foarte pozitivă
Brahms a revizuit concertul (cu mult mai puțin decât înainte) și în august 1859 a trimis Clarei manuscrisul revăzut. Ea i-a răspuns că a el i-a produs „ceasuri de bucurie”. În septembrie ea i-a scris că adagio-ul este „minunat de frumoasă”.  A mai remarcat ca prima parte „mi-a făcut o mare plăcere” deși nu i-au plăcut „câteva lucruri din ea” pe care le criticase deja înainte, dar pe care Brahms nu le-a schimbat.  A patra performanță a concertului (și prima după noua revizie) a avut loc tot cu Filarmonica din Hamburg condusă de Georg Dietrich Otten și nu avut succes.
La 3 decembrie 1861 Brahms concertul a fost cântat iarăși cu Filarmonica din Hamburg, de data aceasta, având ca solistă pe Clara Schumann și la pupitrul dirijorului aflându-se Brahms însuși. Clara Schumann a scris in jurnalul ei " „Am fost cu siguranță persoana cea mai fericită din toată sala...bucuria prilejuită m-a copleșit, da publicul nu a înțeles nimic și nu a simțit nimic, altminteri ar fi trebuit sa arate respectul cuvenit”. Până la acea dată concertul a avut cinci interpretări în public, din care doar una a avut succes. Atât Brahms, cât și Clara Schumann l-au pus deoparte vreme de câțiva ani.

### Publicarea
În vara anului 1860 Brahms a trimis editorilor Breitskopf și Härtel cinci lucrări spre publicare: concertul pentru pian, prima serenada, doua lucrari corale si „Opt cântece si romanțe” op.14. Editorii au acceptat numai serenada. Concertul a fost refuzat sub motivul relei primiri de la Leipzig. Celelalte trei piese nu au atras nici un comentariu. Brahms s-a adresat atunci unui editor elvețian. Melchior Rieter-Biedermann, care a acceptat lucrările respinse de confratele german, și mai târziu a mai publicat multe din operele lui Brahms, inclusiv Requiemul german.

## Structura
Concertul este scris în trei părți tradiționale și durează circa 40-50 minute.
- Maestoso   D minor  
  - Prima parte este scrisă în forma de sonată, cuprinzând cinci secțiuni:introducere orchestrală, expoziție,dezvoltare, repriză (recapitulare) și coda. Această parte este de mari dimensiuni, durând între 20-25 minute. Strictul respect al lui Brahms pentru formele utilizate în perioada clasică i-au adus compozitorului reputația de conservator. Tema face uz masiv de arpegii și triluri.
- Adagio - Re major
  - Această parte are o forma ternară, tema fiind introdusă de fagot
- Rondo: Allegro non troppo - în re minor și apoi, re major
  - Structura Rondoului final este similară cu cea a rondoului din concertul nr.4 pentru pian de Beethoven. Rondoul conține trei teme; a doua temă este o variațiune puternică a cele dintâi. A treia temă este introdusă în episod, dar nu este dezvoltată în continuare explicit de către solist, ci, în schimb, solistul „se integrează în efectul orchestral”. După grosul rondoului , urmează o cadență cu o coda extinsă care dezvoltă o primă și o a treia temă. Coda este în re major.